# Carolyn Cassady
Carolyn Elizabeth Robinson Cassady (28 de abril de 1923 - 20 de septiembre de 2013) fue una escritora norteamericana asociada con la Generación Beat a través de su matrimonio con Neal Cassady y sus amistades con Jack Kerouac, Allen Ginsberg, y otras figuras prominentes del movimiento "beat". Ella se convirtió en un personaje frecuente en la obra de Jack Kerouac, que escribió extensamente acerca de Neal Cassady.

## Primeros años
La más joven de cinco hermanos, nació en Lansing, Míchigan. De origen Inglés, sus dos padres eran educadores, su madre una exmaestra de Inglés y su padre un bioquímico, que criaron a sus hijos de acuerdo con los estrictos valores convencionales.